# Distenia rugiscapis
Distenia rugiscapis es una especie de escarabajo longicornio del género Distenia, categorizada en la tribu Disteniini, de la orden Coleoptera. Fue descrita por Bates en 1885.

## Descripción
Mide 14,8-19 mm de longitud.

## Distribución
Se distribuye por Costa Rica, Guatemala, Honduras, México, Nicaragua y Panamá.